# Дасти Хил
Џозеф Мајкл Хил (енгл. Joseph Michael Hill; Далас, 19. мај 1949 — Хјустон, 28. јул 2021), познатији као Дасти Хил (енгл. Dusty Hill), био је амерички музичар, најпознатији као басиста рок групе ZZ Top са којом је уврштен у Дворану славних рокенрола 2004. године. Дасти Хил је изненада преминуо у сну 28. јула 2021. године у 72 години живота.